# Uadi Hammamat
| D21 · Z1 | O4 · W24 | N25 |

| D21 · Z1 | O4 · W24 | N25 |

El Uadi Hammamat (طريق وادي الحمامات «valle de los numerosos baños») está situado en el desierto Oriental de Egipto. Es una región minera situada en la ruta que va desde Qift (la antigua Coptos), en la ribera del Nilo, a Quseir en la costa del mar Rojo.
Uadi (wadi) significa curso de agua seco. En Egipto hay muchos, y eran usados como rutas tanto por el ejército como por las caravanas comerciales. La región estaba en la ruta del transporte de productos importados de India, sur de Arabia y la costa oriental de África. Las inscripciones talladas en sus rocas lo convierten un lugar de importante interés arqueológico y turístico.
En la zona hay canteras de piedra bejen (grauvaca: roca sedimentaria utilizada en escultura) y oro (Uadi Umm Fauajir) que fueron explotadas desde la época de los primeros faraones hasta la dominación romana de Egipto.
Las primeras descripciones europeas del uadi en la Edad Moderna fueron hechas por el viajero escocés James Bruce en 1769, y por el egiptólogo ruso Vladímir Goleníshchev, que realizó en 1884-1885 el primer estudio moderno de las inscripciones.

## Ruta comercial

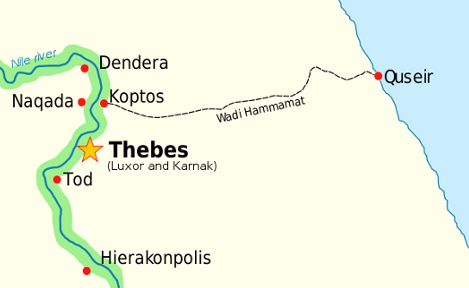
Recorte de una pequeña sección de una imagen de Commons que muestra un mapa de Wadi Hammamat en el curso superior del río Nilo, del mapa histórico del Antiguo Egipto.

Hammamat se convirtió en la ruta principal entre Tebas y el puerto de Qusayr, desde donde partía la ruta de la seda rumbo a Asia, Arabia y al cuerno de África. Este viaje de 200 km era el camino más directo entre el Nilo y el mar Rojo, ya que el Nilo hace una curva hacia el este a la altura del uadi.
La ruta de Hammamat unía Qift, importante centro administrativo, religioso y comercial, con Qusayr en la costa. Ambas ciudades fueron establecidas durante la primera dinastía, aunque hay evidencias de ocupación predinástica en todo el uadi.

## Canteras

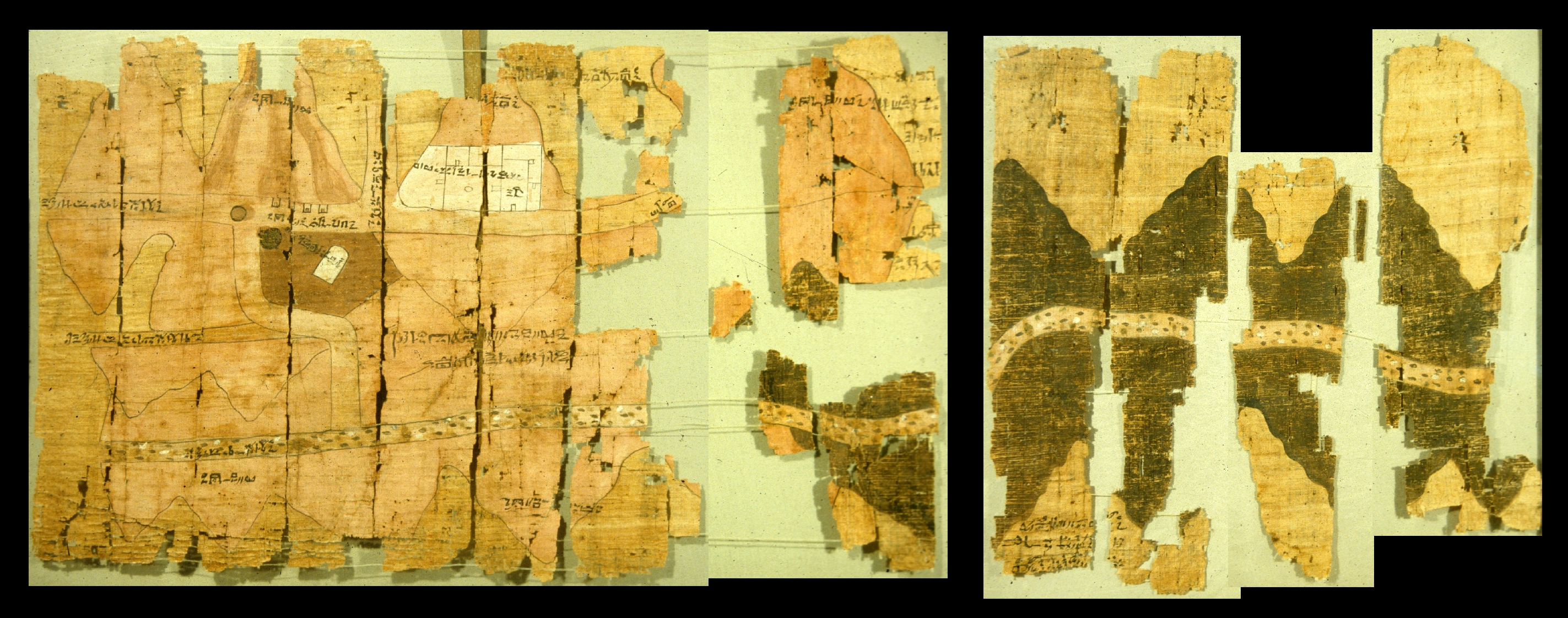
Papiro de Turín (1879 - 1899 - 1969): el mapa geológico-topográfico más antiguo conocido.

En el Antiguo Egipto, Hammamat era una zona minera muy importante. Hay registros sobre expediciones a partir del II milenio a. C., cuando el uadi dejó expuestas las rocas precámbricas del Escudo etíope, entre ellas basalto, esquisto o bejen (una piedra verde muy codiciada). El propósito de las expediciones era obtener bloques de bejen, una piedra arenisca verde especialmente estimada para vajillas, paletas, estatuas y sarcófagos) y cuarzo aurífero.
El faraón Seti I fue el primero que se ocupó de hacer pozos de agua, y Senusert I el que envió a los primeros mineros. El papiro de las minas, actualmente expuesto en el Museo Egipcio de Turín, es el primer mapa geológico conocido y muestra el Uadi Hammamat, las colinas, las minas de oro, viviendas de los mineros y los pozos de agua. Fue preparado para una expedición de Ramsés IV.

## Inscripciones
Uadi Hammamat es conocido por sus inscripciones realizadas a modo de grafiti por los egipcios de la antigüedad. El uadi contiene muchos signos e inscripciones fechados durante las primeras dinastías, incluyendo los únicos petroglifos conocidos del desierto oriental con dibujos de barcos de juncos realizados hacia 4000 a. C.
Tanto los invasores romanos como los bizantinos utilizaron la ruta y las minas: los romanos establecieron estaciones de aduanas, los bizantinos reabrieron las minas de Bir Um Fawakhir (explotadas durante el Imperio Nuevo y el Ptolemaico), y ambos levantaron fortalezas defensivas a lo largo de la ruta. Los romanos construyeron una serie de ocho estaciones de agua (hydreuma), de las que perdura Qasr el-Benat.
En el uadi hay ahora una moderna carretera asfaltada que mantiene el mismo nombre de Uadi Hammamat, dedicada al transporte de mercancías y viajeros a lo largo de 194 km. La zona se ha convertido en un destino turístico.